# پولادکوه‌سر
پولادکوه سر، روستایی است از توابع بخش مرزن‌آباد شهرستان چالوس در استان مازندران ایران.

## جمعیت
این روستا در دهستان کوهستان (چالوس) قرار دارد و براساس سرشماری مرکز آمار ایران در سال ۱۳۸۵، جمعیت آن ۸۵ نفر (۲۰خانوار) بوده‌است.  مردم پولادکوه سر از قومیت طبری هستند. مردم پولادکوه سر به زبان طبری با گویش چالوسی سخن می‌گویند.